# Провизорий «Винета»
Провизо́рий «Вине́та» (нем. Vineta-Provisorium) — филателистическое название провизория, выпущенного в апреле 1901 года на борту крейсера кайзеровского военно-морского флота «Винета» (нем. SMS Vineta II) в связи с нехваткой почтовых марок номиналом в 3 пфеннига. Является одной из самых больших редкостей филателии Германии.

## Описание
Провизорий «Винета» выполнен из одноцветной почтовой марки зелёного цвета стандартной серии «Германия» номиналом 5 пфеннигов путём разрезания её по вертикали и надпечатывания каждой получившейся половинки с помощью штемпеля фиолетовыми надписями «3PF» («3 пфеннига»). Целая марка представляет собой изображение легендарной девы-воительницы Валькирии, увенчанной императорской короной, в металлическом корсете, а также с мечом в правой руке. Её полупрофиль обрамляет растительный орнамент, в верхних углах марки цифра номинала — «5», нижнюю её часть занимает надпись нем. «Reichspost» («Имперская почта»). Водяной знак — ромбы.

## История
Одноимённый большой крейсер кайзеровского военно-морского флота, введённый в строй в 1897 году, зимой-весной 1901 года находился в очередном трансатлантическом походе. В январе «Винета» пребывала в гавани Нового Орлеана, где по случаю дня рождения императора Вильгельма II был устроен большой совместный праздник для экипажа корабля (состоявшего из 465 человек) и местных жителей. Новоорлеанские газеты с описанием торжества достигли моряков лишь в Порт-оф-Спейне (Тринидад). Естественно, экипажу «Винеты» захотелось отослать их домой родным. Однако обнаружилось, что на крейсере отсутствует в достаточном количестве остро необходимая почтовая марка номиналом в 3 пфеннига для франкирования бандеролей.
Тогдашние почтовые правила дозволяли в подобных экстренных случаях оплату наличными. Но капитан «Винеты» принял иное решение: он с разрешения верховного казначея морского флота Германской империи разрезал пополам по вертикали 300 почтовых марок номиналом в 5 пфеннигов, изготовил специальный штемпель и на каждой половинке пятипфенниговой марки фиолетовыми чернилами напечатал «3PF», после чего проблема на судне была решена. Первые газеты, письма и открытки от моряков «Винеты», погашенные штемпелем Германской корабельной почты морского флота № 1, отправились на родину 17 апреля 1901 года по прибытии корабля в Пернамбуку (Бразилия) и стали достигать адресатов уже начиная с 6 мая. 28 июня 1901 года на крейсер поступил приказ из Берлина прекратить такое франкирование. Однако почтовые отправления продолжали франкироваться половинками до конца августа.
Предполагается, что в общей сложности таким образом было израсходовано 520 провизориев. Известно, также, несколько случаев использования членами экипажа «Винеты» сразу двух надпечатанных трёхпфенниговых половинок зелёной пятипфенниговой марки для предварительной почтовой оплаты писем. Неизвестно, из каких побуждений они это делали, однако несомненно, что при франкировке они переплатили 1 пфенниг.
После описанных событий была выпущена более строгая служебная инструкция и все корабли кайзеровских военно-морских сил обязали получать трёхпфенниговые почтовые марки по повышенным нормам. Однако 16 декабря 1901 года имперские почтовые власти специальной директивой легитимизировали уже выпущенный провизорий, признав его законным знаком почтовой оплаты. С тех пор провизорий «Винета», оказавшийся единственным в германской истории, является гордостью филателистов страны.
Крейсер «Винета» ходил в прежнем режиме между Европой и Америкой до 1905 года, в 1909—1911 годах стоял на капитальном ремонте, после чего стал учебным кораблём. В годы Первой мировой войны он служил в береговой охране в Киле, а в 1920 году был сдан на слом.

## Филателистическая ценность
Провизорий «Винета» ныне предлагается на филателистических аукционах по цене от €3000 до €15 000. В каталоге «Михель» негашёный провизорий (таковых насчитывается 74 штуки) оценивается в €13 000, гашёный — в €10 000. Каталог «Скотт» приводит несколько иные цифры: $6500 за гашёный, $8250 за негашёный и $22 500 за негашёный экземпляр в отличном состоянии. Как видим, подлинная «Винета» является хорошей находкой для филателиста. Однако она активно подделывается: уже к 1907 году было выявлено восемь различных гашений (притом, что настоящее только одно), а в 1990-е годы на филателистическом рынке было обнаружено поддельное письмо аж с пятью провизориями одновременно.